# Professione... giocattolo
Professione... giocattolo (Le jouet) è un film francese del 1976 diretto da Francis Veber, al debutto da regista.

## Trama
François Perrin è un giornalista da lungo tempo disoccupato che trova lavoro presso il quotidiano parigino France Hebdo, diretto dal multimiliardario Pierre Rambal-Cochet, fondatore e presidente del gruppo industriale che porta il suo nome. Ha così modo di assistere al trattamento disumano a cui sono sottoposti gli impiegati, spesso anche licenziati senza valido motivo.
Un giorno si reca presso un negozio di giocattoli appartenente all'impero Rambal-Cochet, per un reportage. È lì che incontra il piccolo Éric, figlio del miliardario, venuto a scegliere il regalo che gli piace di più. Divertito dal comportamento maldestro del giornalista, il bambino sceglie proprio Perrin quale nuovo giocattolo e, nonostante il direttore del negozio gli spieghi imbarazzato che non può comprare una persona, Éric rimane fermo nel suo proposito.
Benché a disagio, Perrin, temendo di ritrovarsi nuovamente disoccupato, si consegna al giovane acquirente, venendo spedito in una cassa all'Hôtel particulier dei Rambal-Cochet. All'inizio il giornalista viene umiliato in tutti i modi dal bambino, costretto a soddisfare tutti i suoi capricci, salendo anche su un cavallino-giocattolo vestito da cowboy. Gradualmente, però, François e Éric (trascurato completamente dal padre e ostile alla matrigna) si affezionano l'uno all'altro.
Perrin propone allora al suo amichetto un nuovo gioco: pubblicare un giornale intitolato Le Jouet (Il giocattolo), in cui si rivelino tutti i soprusi dei Rambal-Cochet. Éric stesso gli fornisce l'idea per il primo numero, portandolo presso una casa da cui il padre aveva cacciato con la forza i proprietari in cambio di un ingente somma, per dimostrare al figlio che con il denaro tutto poteva essere comprato. Pierre offre a François una promozione, per fargli sospendere immediatamente Le Jouet, ma Perrin e il bambino danno alle stampe un secondo numero, che presenta il reportage "6000 stipendiati, 6000 giocattoli", dove si denunciano i licenziamenti arbitrari e le umiliazioni dei dipendenti.
François viene allontanato ma, quando Pierre sta per partire in aereo per Cannes con Éric, questi scappa e va da Perrin. Costretto a tornare col padre, nel tragitto verso l'aeroporto si sente dire che il giornalista è solo un poveretto con cui non vale la pena sprecare il tempo. Éric però apre la porta per correre tra le braccia di François sotto gli occhi del padre, che comprende come il denaro non possa acquistare l'amore del figlio.

## Remake
Il film è stato realizzato come remake negli Stati Uniti nel 1982 per la regia di Richard Donner con il titolo italiano Giocattolo a ore (The Toy). Un altro remake, Le nouveau jouet, esce nel 2022, con la regia di James Huth e con Daniel Auteuil e Jamel Debbouze nei ruoli principali.